# آریزونا ۷۹۳

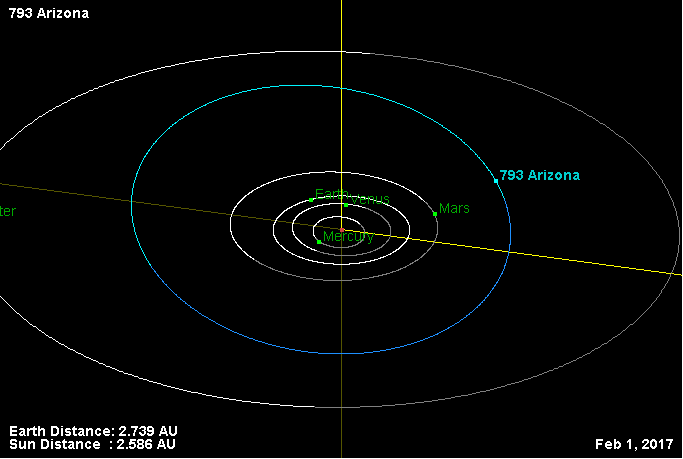
نمایی از محل قرارگیری سیارک آریزونا ۷۹۳ در مدار – ۲۰۱۷

سیارک ۷۹۳ (به انگلیسی: 793 Arizona، نامگذاری:1907ZD) هفتصد و نود و سومین سیارک کشف شده‌است که در ۹ آوریل ۱۹۰۷ کشف شد.
قدر مطلق سیارک برابر ۱۰٫۲۶ است.